# رونالد رودس
رونالد رودس (بالإنجليزية: Ronald Rhodes)‏ هو راكب الكنو بريطاني، ولد في 31 أكتوبر 1937، وتوفي في 12 يناير 1962 بسبب حادث مرور.

## وصلات خارجية
- رونالد رودس على موقع أوليمبيديا (الإنجليزية)